# Al-Qa'im
al-Qāʾim bi-amri llāh (in arabo القائم بأمر الله‎?, "Il Risoluto per ordine di Dio"; Baghdad, 1001 – Baghdad, 2 aprile 1075) è stato il 26º Califfo abbaside e regnò dal 1031 al 1075.
Era figlio del precedente califfo, al-Qadir, che ebbe anche lui un periodo assai lungo di regno con i suoi quaranta anni, di poco inferiori ai 43 anni del figlio. 
Durante la prima metà del lungo regno di al-Qāʾim, la capitale Baghdad fu sconquassata da continui problemi e da disordini sociali e politici di non trascurabile portata. Frequentemente la capitale abbaside rimase senza alcun governo in grado di provvedere, dal momento che i "tutori" sciiti Buwayhidi della dinastia abbaside erano in forte contrasto tra loro per il potere, mentre sorgeva l'astro della potente dinastia selgiuchide sunnita.
Toghrul Beg aveva conquistato Siria e Armenia e aveva cominciato a concentrare la sua attenzione su Baghdad. Era un momento in cui la "Città della Pace" era squassata dalla prolungata agonia provocata dalla violenza politica e dal fanatismo religioso. Toghrul, con la scusa di voler adempiere all'obbligo del hajj a La Mecca, entrò in Iraq con una possente forza militare, rassicurando il califfo sulle sue intenzioni pacifiche e di sottomissione alla sua autorità morale, chiedendo il permesso per recarsi nella metropoli araba. Turchi selgiuchidi e Buwayhidi erano avversari, non tanto per la differente origine etnica (turchi i primi e persiani i secondi) che è sempre stato un argomento inessenziale agli occhi dei musulmani, quanto piuttosto per il diverso orientamento religioso islamico (sunniti i primi e sciiti i secondi) e, più di tutto, per le loro inconciliabili ambizioni politiche. Non però per l'atteggiamento da tenere nei confronti del "Comandante dei credenti", visto che Toghrul riconobbe immediatamente il califfo come legittima autorità sovrana, facendolo ricordare nella khuṭba recitata ogni venerdì, all'ora della ṣalāt al-ẓuhr (del mezzodì) nelle moschee che si trovavano sotto il proprio controllo politico. Pochi giorni dopo, Toghrul stesso — avendo giurato sulle sue rette intenzioni e la sua fedeltà non solo al califfo ma anche nei confronti del governante buwayhide, al-Malik al-Raḥīm, fece il suo ingresso a Baghdad nel 1055, venendo caldamente accolto dalle varie autorità e dalla popolazione.
Nel 1058 esplose a Baghdad la ribellione del generale al-Basāsirī, che si proclamò fedele all'Imamato fatimide. La sua rivolta ebbe inizialmente successo, grazie al fatto che Toghrul Beg era impegnato a stroncare una rivolta in Iran guidata dal fratello ma, una volta che ebbe le mani libere, il colpo di mano ismailita di al-Basāsirī fallì in breve tempo.
In quello stesso 1058, in Bahrain, una disputa sulla khuṭba fatta in nome di al-Qāʾim tra membri della tribù dei B. ʿAbd al-Qays e la millenaristica corrente ismailita dei Carmati, si trasformò in una rivolta capeggiata da Abu al-Bahlul al-Awwam, che abbatté il potere carmata, espugnando la loro capitale di al-Hasa nel 1067.

## Il quadro culturale
Durante il regno di al-Qāʾim, ma già durante il regno del precedente califfo, la letteratura (specialmente quella in lingua persiana) aveva conosciuto una fioritura particolare, grazie all'intelligente patronato dei Buwayhidi. Il filosofo soghdiano al-Farabi (morto nel 950), al-Mutanabbi (morto nel 965), riconosciuto nel Mashreq e nel Maghreb come uno dei massimi poeti arabi e, il più grande forse di tutti, il persiano Abū ʿAlī Ḥusayn ibn ʿAbd Allāh ibn Sīnā (Avicenna), morto nel 1037, operarono in questo periodo.